# Александр, Кейси
Кейси Александр (англ. Casey Alexander) — американский аниматор, сценарист и художник раскадровки. Более известен по работе над мультсериалами «Губка Боб Квадратные Штаны», «Дядя Деда» и «Victor and Valentino».

## Биография и карьера
Кейси Александр родился 12 сентября 1975 года в Нипомо, штат Калифорния, США. Окончил Калифорнийский институт искусств.
После окончания института Александр начал работу в независимой анимационной студии, с трудом получая зарплату. Энди Тауке, знакомый Кейси из института, был аниматором мультфильма «Губка Боб Квадратные Штаны» и он решил пригласить Александра на работу в качестве его ассистента. В ходе производства четвёртого сезона Губки Боба Кейси присоединился к съёмочной группе в качестве сценариста и раскадровщика, сдав тест на режиссёра раскадровки от Пола Тиббита; в ходе 7 лет работы Кейси написал сценарии для большинства серий Губки совместно с Зеусом Цервасом. Однако в ходе производства фильма «Губка Боб в 3D» Александр покинул проект, решив сосредоточиться на мультсериале «Дядя Деда» от «Cartoon Network Studios». В данном мультсериале Кейси выполнял роль сценариста и раскадровщика, а после был повышен до креативного режиссёра и главного продюсера. После его окончания в 2017 году начал работу в мультсериале Аарона Спрингера, бывшего сценариста Губки Боба, Супер-пуперское подземное лето Билли Дилли, а после — в «Юникитти!».
В настоящее время работает главным продюсером мультсериала «Victor and Valentino».

## Фильмография

### Телевидение
| Годы               | Название                                   | Примечания |
| ------------------ | ------------------------------------------ | --- |
| 2005—2012          | Губка Боб Квадратные Штаны                 | Сценарист (2005—2012) Художник раскадровки (2005—2012) Дизайнер персонажей (2006—2008) Проп-дизайнер (2006—2008) Автор песен (2007) |
| 2013—2017          | Дядя Деда                                  | Сценарист Художник раскадровки Дополнительный раскадровщик Креативный режиссёр Главный режиссёр Режиссёр озвучивания                |
| 2014               | Санджей и Крейг                            | Сценарист Режиссёр по раскадровке                                                                                                   |
| 2015               | Jammers                                    | Сценарист Художник раскадровки Аниматор                                                                                             |
| 2017               | Супер-пуперское подземное лето Билли Дилли | Сценарист Художник раскадровки |
| 2018               | Юникитти!                                  | Режиссёр Художник раскадровки |
| 2019 — наст. время | Victor and Valentino                       | Главный продюсер |
| 2020               | Flamedeck Insanity                         | Сценарист Художник раскадровки |

### Фильмы
| Годы | Название                   | Примечания                     |
| ---- | -------------------------- | ------------------------------ |
| 2004 | Губка Боб Квадратные Штаны | Оформитель Ассистент аниматора |